# 카리서 판 하우턴
카리서 아눅 판 하우턴(네덜란드어: Carice Anouk van Houten, 1976년 9월 5일 ~ )는 네덜란드의 배우이다. 황금송아지상 영화 부문 여우주연상 4회 수상자(2002년, 2006년, 2011년, 2012년)이다.

## 출연 작품
- 바디 오브 라이즈 - 그레첸 페리스 역
- 작전명 발키리 - 니나 폰 슈타펜버그 역
- 도로시 - 제인 반 돕 역
- 카르페 디엠 - 카르멘 역
- 시간에서 시간으로 - 마리아 역
- 리포 맨 - 캐롤 역
- 블랙 데스 - 란지바 역
- 인스팅트 - 니콜리네 역

## 수상
- 황금송아지상 영화 여우주연 4회 (2002,2006,2011,2012)
- 트라이베카 영화제 여우주연 (2011)